# Rhynchée de Saint-Hilaire
Nycticryphes semicollaris
Genre
Espèce
Statut de conservation UICN

 LC  : Préoccupation mineure
Synonymes
- Rostratula semicollaris

La Rhynchée de Saint-Hilaire (Nycticryphes semicollaris) est une espèce d'oiseaux limicoles de la famille des Rostratulidae.